# Astragalus tweedyi
Astragalus tweedyi là một loài thực vật có hoa trong họ Đậu. Loài này được Canby miêu tả khoa học đầu tiên.